# Rádio Sol
A Rádio Sol é uma estação de rádio portuguesa com sede na freguesia dos Canhas, concelho da Ponta do Sol, na Madeira. Opera na frequência 103.7 MHz para o concelho da Ponta do Sol.